# 幸せの向う側
『幸せの向う側』（原題: Deceived）は、1991年にアメリカ合衆国で公開されたサスペンス映画。

## ストーリー
ニューヨークで美術品修復の仕事をしているエイドリアンは、同じく美術品関係の仕事をしている夫ジャックと、可愛い娘メアリーにも恵まれて幸せに暮らしていた。だがある日、夫が働いている美術館の館長トーマスが自殺する事件が発生してから、夫婦の間に溝が生まれてしまう。しかも、程なくして夫が交通事故で死亡してしまう。
悲しみに暮れるエイドリアンは、彼の社会保障番号を調べた結果、彼が名乗っていたジャックという男性は数年前に死亡していたことが判明する。やがて真相を探る彼女の前に、死んだはずの夫が現れる。

## キャスト
※括弧内は日本語吹替
- エイドリアン・ソーンダース - ゴールディ・ホーン（高島雅羅）
- ジャック・ソーンダース - ジョン・ハード（山寺宏一）
- メアリー・ソーンダース - アシュレイ・ペルドン（岩田綾子）
- シャーロット - ロビン・バートレット（高橋ひろ子）
- ハーヴェイ - トム・アーウィン（荒川太郎）
- トーマス - ヤン・ルーベス（城山堅）
- ロザリー・サリヴァン - ケイト・リード（麻生美代子）

## 評価
ライターの中山梨花は、パソコン専門誌「MSXマガジン」1992年5月号に寄せたレビュー記事の中で、コメディエンヌとしてのイメージが強いゴールディ・ホーンが、エイドリアンという難役を見事に演じたことや、映像的な見どころの多さを評価している。